# Materials Science and Engineering Reports
Materials Science and Engineering Reports (abrégé en Mater. Sci. Eng., R) est une revue scientifique à comité de lecture qui publie des articles de recherches originales dans le domaine des sciences des matériaux.
D'après le Journal Citation Reports, le facteur d'impact de ce journal était de 12,217 en 2009. Actuellement, les directeurs de publication sont A. G. Cullis et S. S. Lau.